# دمیتری پسکوف
دیمیتری سرگئیویچ پسکوف (روسی: Дмитрий Сергеевич Песков؛ IPA: [pʲɪˈskof]؛ زادهٔ ۱۷ اکتبر ۱۹۶۷)، یک دیپلمات روسی و دبیر مطبوعاتی ولادیمیر پوتین، رئیس‌جمهور روسیه است.